# Сохату (комуна)
Сохату (рум. Sohatu) — комуна у повіті Келераш в Румунії. До складу комуни входять такі села (дані про населення за 2002 рік):
- Прогресу (1464 особи)
- Сохату (2094 особи)

Комуна розташована на відстані 34 км на схід від Бухареста, 67 км на захід від Келераші.

## Населення
За даними перепису населення 2002 року у комуні проживали 3558 осіб.
Національний склад населення комуни:
| Національність | Кількість осіб | Відсоток |
| -------------- | -------------- | -------- |
| румуни         | 3520           | 98,9%    |
| цигани         | 38             | 1,1%     |

Рідною мовою назвали:
| Мова      | Кількість осіб | Відсоток |
| --------- | -------------- | -------- |
| румунська | 3544           | 99,6%    |
| циганська | 14             | 0,4%     |

Склад населення комуни за віросповіданням:
| Релігія       | Кількість осіб | Відсоток |
| ------------- | -------------- | -------- |
| православні   | 3548           | 99,7%    |
| п'ятдесятники | 4              | 0,1%     |
| адвентисти    | 4              | 0,1%     |
| атеїсти       | 1              | < 0,1%   |